# 匙叶球兰
匙叶球兰（学名：Hoya radicalis）是夹竹桃科球兰属的植物，为中国的特有植物。分布在中国大陆的广东、广西等地，一般生于杂木林中，目前尚未由人工引种栽培。